# Can Garí (Tiana)
Can Garí és una casa eclèctica de Tiana (Maresme) inclosa a l'Inventari del Patrimoni Arquitectònic de Catalunya.

## Descripció
És un edifici civil, una casa formada per una planta baixa, un soterrani, un pis i un terrat. De planta rectangular. De la seva composició eclèctica destaca l'ús d'elements neoclàssics: guardapols damunt de totes les finestres i obertures, que a la vegada estan flanquejades per pilastres adossades i coronades per capitells corintis.
A la façana, les obertures, tres per planta, ocupen quasi la totalitat de la superfície. La cornisa està suportada per mènsules, i el terrat queda tancat per una barana amb motius calats, al centre de la qual hi ha un frontó rectangular, amb l'any de construcció esgrafiat: 1909. Tot el conjunt està arrebossat de color ocre clar. Al jardí d'entrada, davant de la façana, hi ha una làmpada de tipus neoclàssic de ferro colat que representa la figura d'una dona.